# ملكة جمال العالم 1976
ملكة جمال العالم 1976 هي النسخة السادسة والعشرين من مسابقة ملكة جمال العالم، عقدت في 18 نوفمبر 1976 في قاعة ألبرت الملكية في لندن ، المملكة المتحدة. في نهاية الحدث توجت سيندي بريكسبير من جامايكا. من قبل ملكة جمال العالم عام 1975 ، ويليليا ميرسيد من بورتوريكو. فيما حلت في مركز الوصيفة كارين جو بيني ممثلة أستراليا، والثالثة ديانا ماري روبرتس دويناس من غوام، والرابعة كارول جان غرانت من المملكة المتحدة، والخامسة ميرجا هيلينا تامي من فنلندا.

## النتائج

### المراكز النهائية
| النتائج النهائية      | المتنافسة |
| --------------------- | --- |
| ملكة جمال العالم 1976 | - جامايكا - سيندي بريكسبير |
| الوصيفة الأولى        | - أستراليا - كارين بيني |
| الوصيفة الثانية       | - غوام - ديانا ماري روبرتس دويناس |
| الوصيفة الثالثة       | - المملكة المتحدة - كارول جان جرانت |
| الوصيفة الرابعة       | - فنلندا - ميرجا هيلينا تاميه |
| الوصيفة الخامسة       | - هولندا - ستيفاني فلاتو |
| الوصيفة السادسة       | - تركيا - ييل بيهان |
| أفضل 15               | - الأرجنتين - أدريانا لورا سالغويرو - أيرلندا - جاك مور - إسرائيل - ليفانا أباربانيل - بورتوريكو - إيفيت روسادو - سنغافورة - بولين بوه نيو تشيونغ - أسبانيا - لوز ماريا بوليج هيرنانديز - ترينيداد وتوباغو - باتريشيا أندرسون ليون - فنزويلا - ماريا جينوفيفا ريفيرو جيمينيز |

## المتسابقات
- الأرجنتين - أدريانا لورا سالجيرو
- أروبا - مورين ويفر
- أستراليا - كارين جو بيني
- النمسا - مونيكا مولباور
- البهاما - لارونا ميلر
- بلجيكا - إيفيت إيلبرخت
- برمودا - فيفيان آن هوليس
- البرازيل - أديلايدا فراجا دي أوليفيرا فيلها
- كندا - باميلا ميرسر
- تشيلي - ماريا كريستينا جرانزو
- كولومبيا - ماريا لوريتا سيليدون هولغوين
- كوستاريكا - ليجيا ماريا راموس كيسادا
- كوبا - فيفيكا فرانسيسكا مارشينا
- كوراساو - أندري تسانغاريدو
- قبرص - أندري تسانغاريدو
- الدنمارك - سوزان يول هانسن
- جمهورية الدومينيكان - جيني كوربوران فينياس
- الاكوادور - ماري كلير فونتين فيلاسكو
- السلفادور - ثريا كامونداري زانوتي
- فنلندا - ميرجا هيلينا تامي
- فرنسا - مونيك أولداريك
- ألمانيا - مونيكا شنيويس
- جبل طارق - روزماري بارودي
- اليونان - رانيا ثيوفيلو
- غوام - ديانا ماري روبرتس دويناس
- غواتيمالا - مارتا إليسا تيرادو ريتشاردسون
- هولندا - ستيفاني فلاتو
- هندوراس - ماريبيل إليانا أيالا راميريز
- هونغ كونغ - كريستين ليونغ تشينغ مان
- أيسلندا - سيغريور هيلجا أولغيرسدوتير
- أيرلندا - جاكى مور
- إسرائيل - ليفانا أباربانيل
- إيطاليا - أنتونيلا لومبروسي
- جامايكا - سيندي بريكسبير
- اليابان - نوريكو أساكونو
- جيرسي - سوزان هيوز
- كوريا - شين بيونغ سوك
- لبنان - سعاد نشول
- لوكسمبورغ - مونيك ويلمز
- مالطا - جين بنديكتا صليبا
- المكسيك - كارلا جان إيفرت سيجويرا
- نيوزيلندا - آن كليفورد
- النرويج - نينا كريستين رونبيرج
- باراغواي - ماريا كريستينا فرنانديز سامانيغو
- بيرو - روسيو ريتا لازكانو موخيكا
- بورتوريكو - إيفيت روسادو
- سنغافورة - بولين بوه نيو تشيونغ
- جنوب أفريقيا - لين ماسين
- إفريقيا الجنوبية - فيرونيكا روزيت كوكي موتسيبي
- إسبانيا - لوز ماريا بوليجر هيرنانديز
- السويد - آن كريستين جيرناندت
- سويسرا - روث كروت
- تاهيتي - باتريشيا ماريفا سيرفونات
- تايلند - دوانجيوان كومولسن
- ترينيداد وتوباغو - باتريشيا أندرسون ليون
- تركيا - جيل بيهان
- المملكة المتحدة - كارول جان جرانت
- الولايات المتحدة - كيمبرلي ماري فولي.
- أوروغواي - سارة ألاجا فاليجا
- فنزويلا - ماريا جينوفيفا ريفيرو جيمينيز
- جزر العذراء الأمريكية - دينيس لا فرانك

## الروابط الخارجية
- موقع ملكة جمال العالم الرسمي